# Eduard Tecklenborg
Eduard Noltenius Hiram Paulding Tecklenborg (* 1. August 1849 in Bremen; † 9. Oktober 1926 in Bremen) war ein deutscher Kaufmann, Reeder und Werftbesitzer.

## Biografie

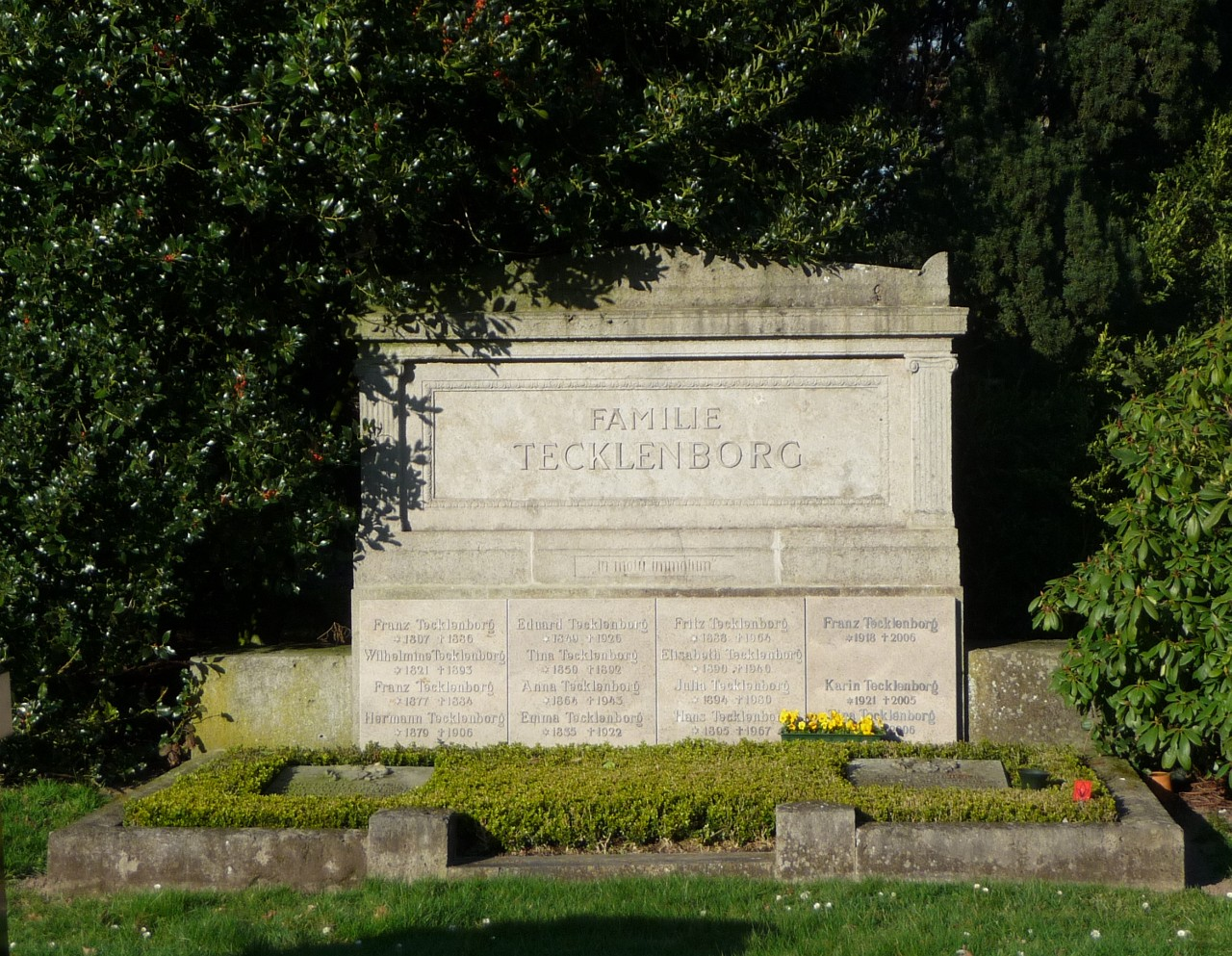
Familiengrab Tecklenborg auf dem Waller Friedhof

Tecklenborg war eines von fünf Kindern des Reeders und Werftbesitzers Franz Tecklenborg (1807–1886) und dessen zweiter Ehefrau Wilhelmine Tecklenborg, geborene Brandorff (1821–1893). Namensgeber war sein Onkel, der Bremer Kaufmann Johann Conrad Eduard Noltentius (1807–1844). Taufpate war der amerikanische Konteradmiral Hiram Paulding (1797–1878), der im Jahr 1849 mit seiner Fregatte USS St. Lawrence Bremen besuchte.
Tecklenborg trat 1868 in die Reederei und Segelmacherei seines Vaters ein und wurde 1872 Prokurist des väterlichen Unternehmens in Bremen und auch Prokurist, zusammen mit Georg Wilhelm Claussen, der Johann C. Tecklenborg Werft in Bremerhaven. Nach dem Tode seines Onkels Johann Carl Tecklenborg wurde er 1874 Teilhaber der Werft und verantwortete die kaufmännische Leitung. Claussen führte die Werft als technischer Leiter. 
Am 16. Oktober 1871 leistete er den Bremer Bürgereid.
1894 gab Tecklenborg die Reederei und bereits 1890 die Segelmacherei auf. 1897 wurde die Werft eine Aktiengesellschaft und Tecklenborg wurde Mitglied im Vorstand. 1908 wechselte er vom Vorstand der Werft in den Aufsichtsrat. Aktiv war er in der Handelskammer Bremen. 
Eduard Tecklenborg war im Jahr 1899 einer der Gründungsmitglieder der Schiffbautechnischen Gesellschaft in Berlin. Er gehörte auch dem Verein Deutscher Ingenieure (VDI) und dem Unterweser-Bezirksverein des VDI an.
Im Haus Seefahrt wurde er 1903 Vorsteher und 1908/09 Verwaltender Vorsteher.
Der Unternehmer Fritz Tecklenborg (1888–1964) war sein Sohn und Firmenerbe.
Eduard Tecklenborg wurde im Familiengrab Tecklenborg auf dem Waller Friedhof in Bremen bestattet.